# آوچی کلچه
آوْچی کَلَچَه جماعت و شهرکی در شمال غربی تاجیکستان است که در ناحیهٔ باباجان غفورف ولایت سغد قرار دارد. جمعیت این جماعت ۱۵٬۹۲۲ نفر است.